# Kalsa Szent Teréz-temploma
Kalsa Szent Teréz-temploma (olaszul: Chiesa di Santa Teresa alla Kalsa) vagy Ávilai Szent Teréz-templom, egy katolikus templom Palermóban, amely a Kalsa negyedben található. A templom 1700-ra épült meg barokk stílusban.

## Története

### Spanyol-uralom
A mai templom elődjeként a Nagyboldogasszony-rend volt jelen. 1628-ban Giannettino Dori Palermó érseke beleegyezésével a leendő templom építésének patronálói Montalto hercege és Maria Paceco, Paceco hercegnője lettek. 1629-ben VIII. Orbán pápa, pápai bullát adómányozott a templom építésére. 1653-ban megépült a Szent Anna és Ávilai Szent Teréz nevét viselő Sarutlan kármelita nővérek apácazárdája. 1686-ban Giacomo Amato palermói építész vezetésével megkezdődött a templom építése.

### Bourbon-uralom
1700-ban befejeződött a templomépítése, 1706-ban pedig felszentelték az épületet. 1711-ben a templomban szentelték fel Bartolomeo Castellit, Mazara del Vallo érsekét, az ottani egyházmegye vezetőjét. 1866-ban az egyházi javak eladásáról szóló törvény értelmében a templom átmenetileg megszűnt.

### Jelenkor
1947-re épült újra a Sarutlan karmeliták zárdája. Irgalmas Szűz-templom

## Galéria

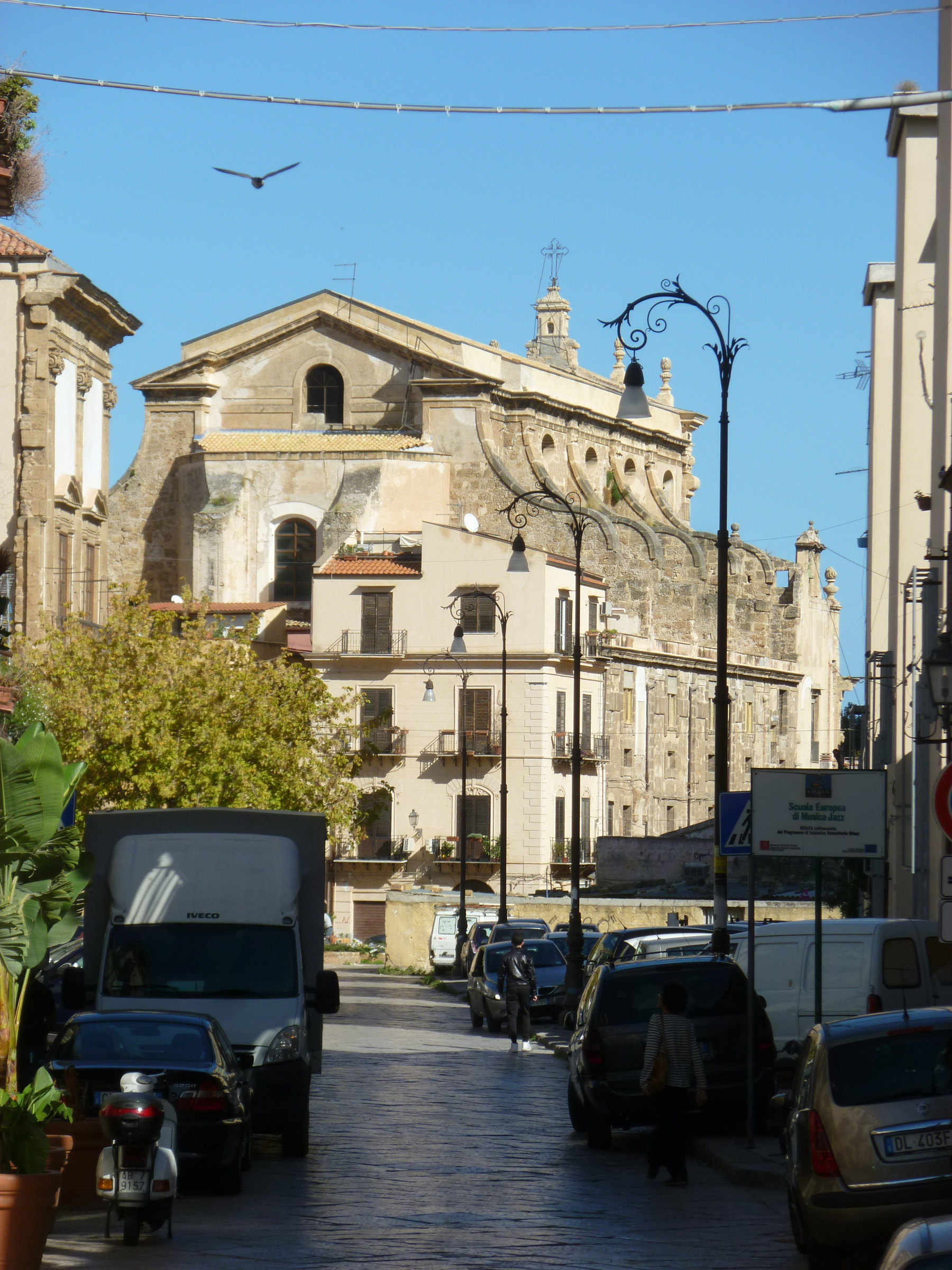
Templom a Via dello Spasimo nézetéből.
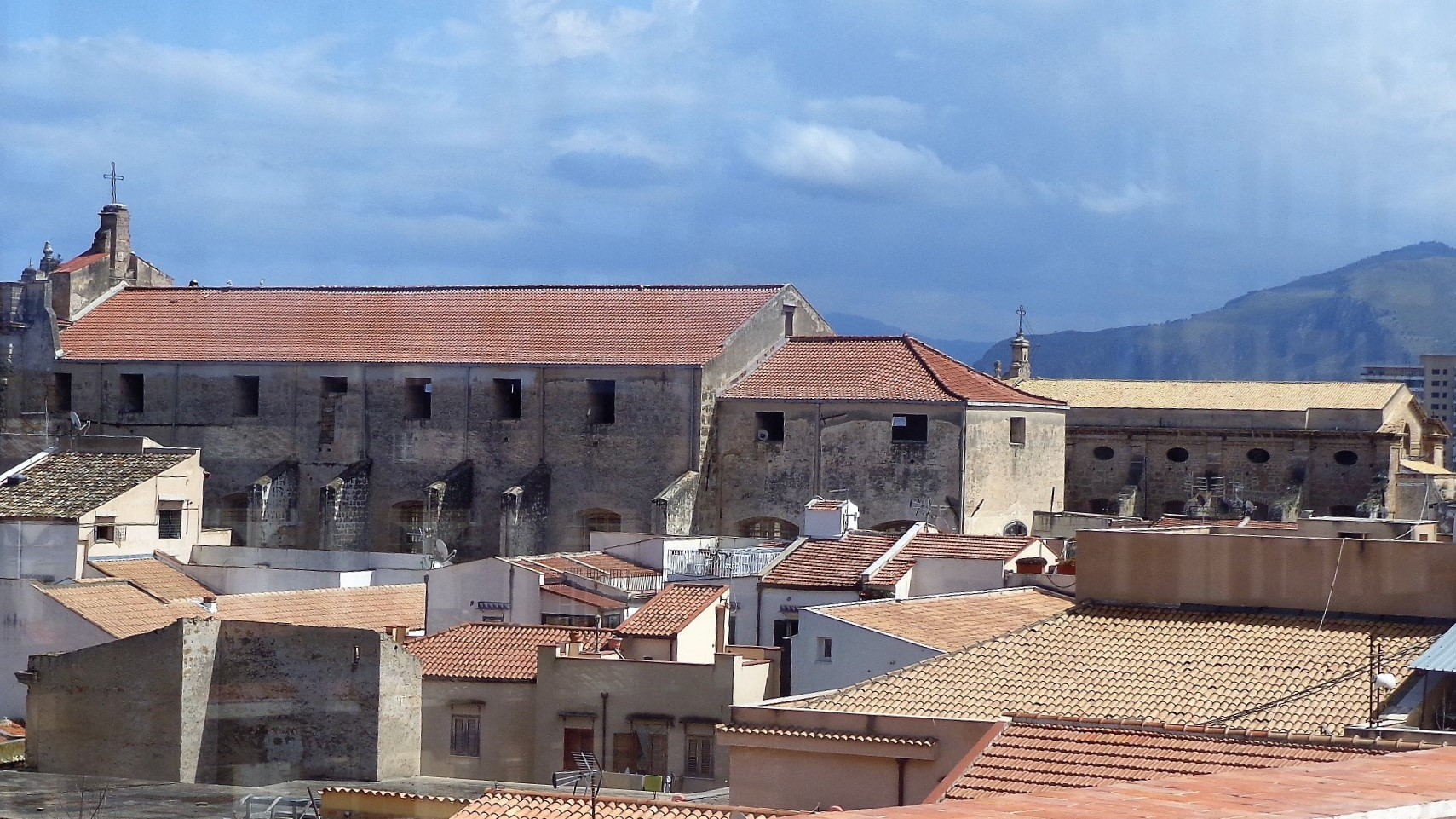
Irgalmas Szűz Mária-templom és a Szent Teréz-templom a Chiaramonte-Steri palota erkélyéről
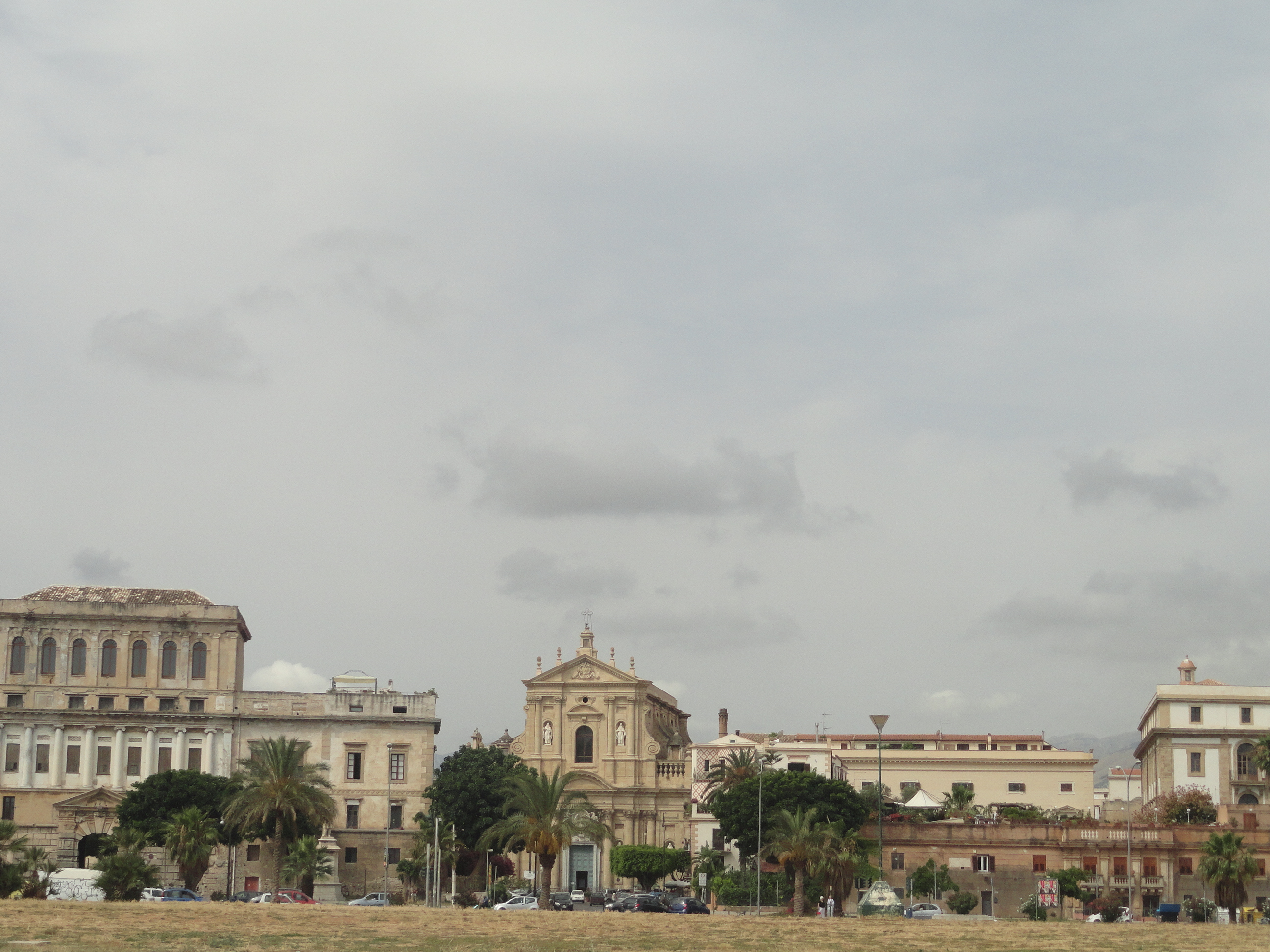
A nézet a Foro Italico felől.
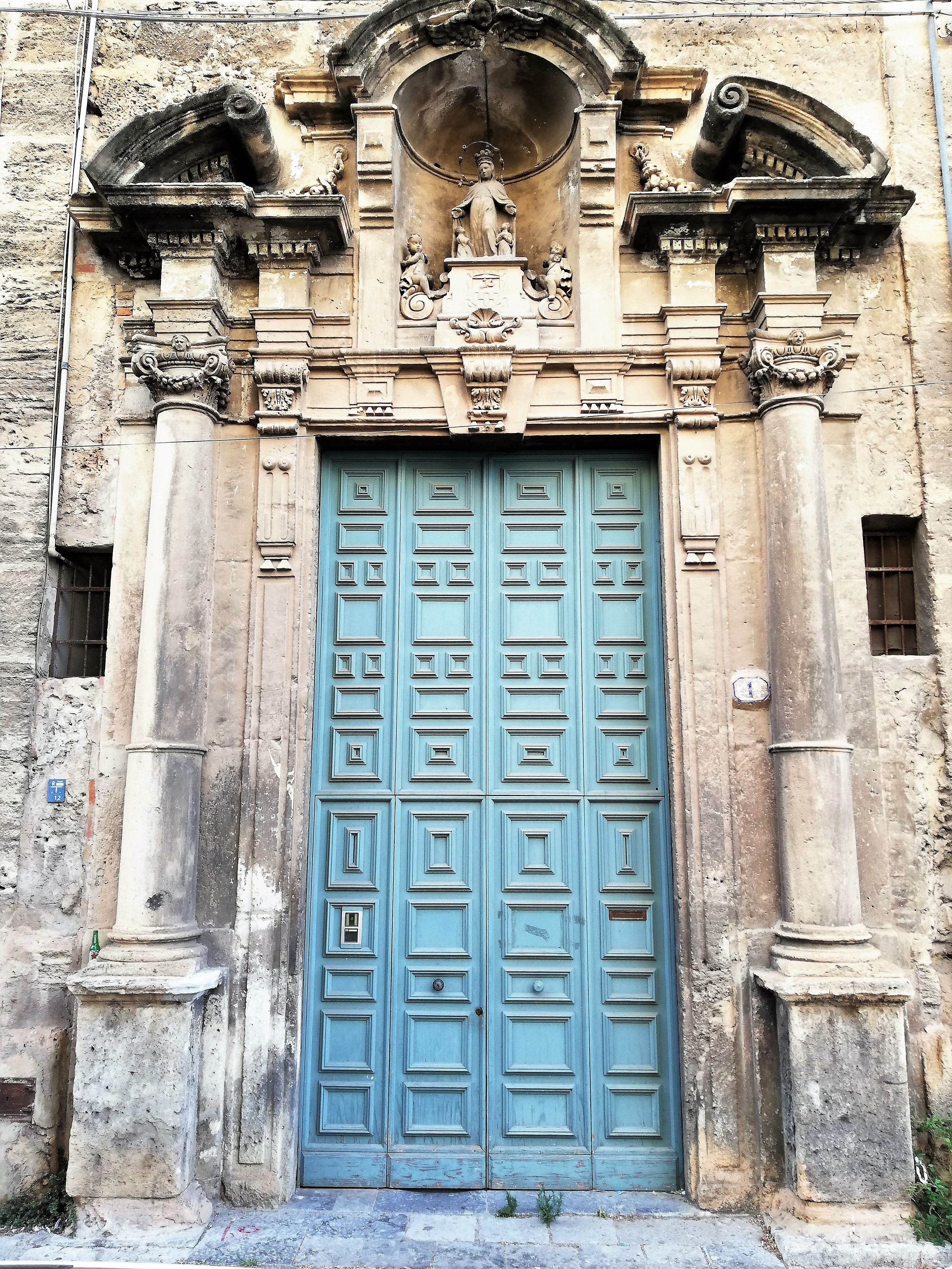
Főkapu